# Poroperä
Poroperä är en vik i Finland.   Den ligger i landskapet Norra Österbotten, i den nordöstra delen av landet, 600 km norr om huvudstaden Helsingfors. Poroperä ligger vid sjön Kostonjärvi.